# Vexibia
Vexibia là một chi thực vật có hoa trong họ Đậu.